# Ettenstatt

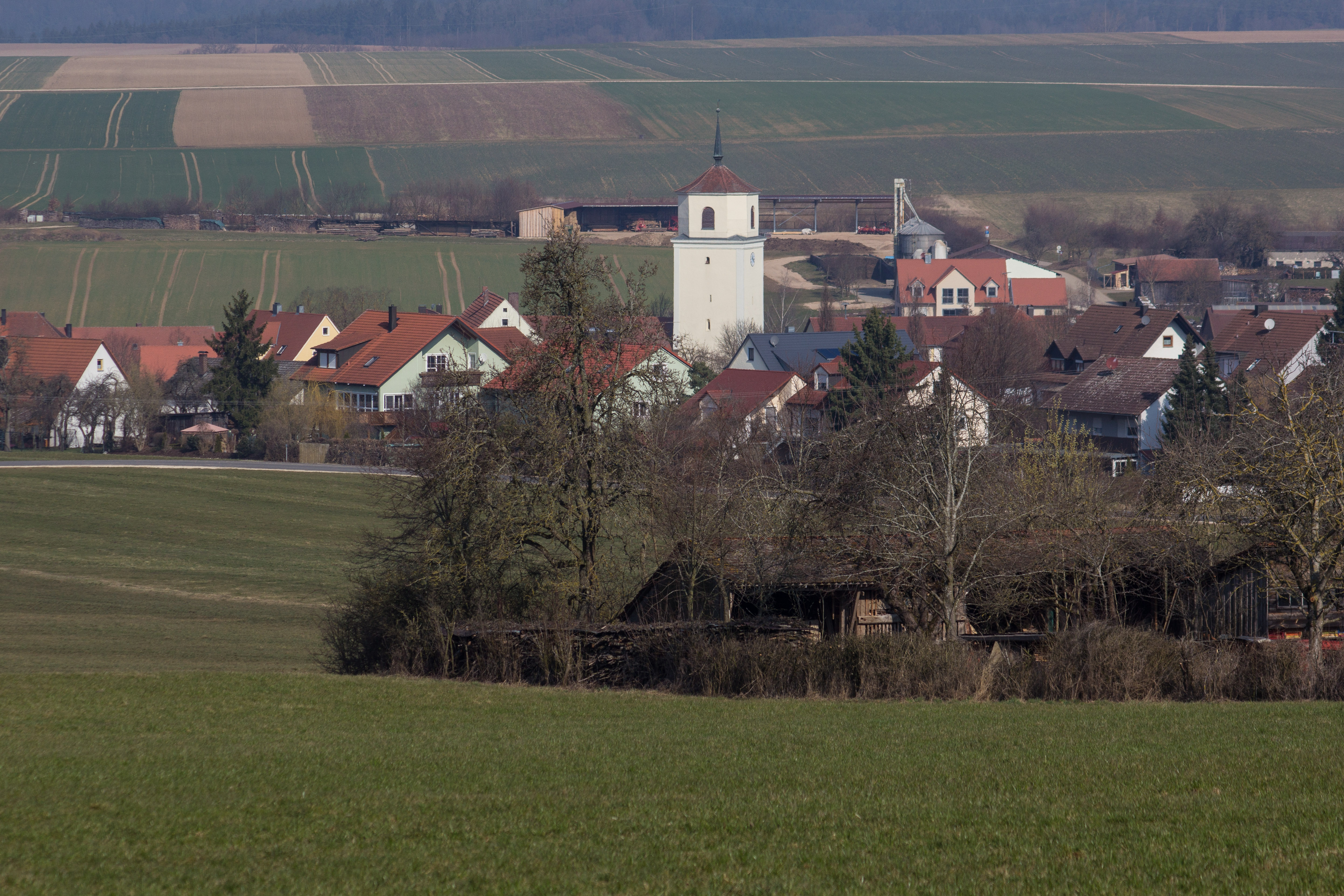
Ettenstatt

Ettenstatt – miejscowość i gmina w Niemczech, w kraju związkowym Bawaria, w rejencji Środkowa Frankonia, w powiecie Weißenburg-Gunzenhausen. wchodzi w skład wspólnoty administracyjnej Ellingen. Leży około 8 km na północny wschód od Weißenburg in Bayern.

## Dzielnice
W skład gminy wchodzą następujące dzielnice: Auhof, Burg, Enhofen, Ettenstatt, Hundsdorf, Kruglmühle, Reuth u. Neuhaus, Rohrbach, Wolfsmühle i Wöllmetzhofen.